# Campionato asiatico femminile di pallacanestro 2001
Il 19º Campionato Asiatico Femminile di Pallacanestro FIBA (noto anche come FIBA Asia Championship for Women 2001) si è svolto a Bangkok in Thailandia dal 4 all'11 ottobre 2001. L'edizione era suddivisa in due livelli, con la regola delle promozione-retrocessione.
I Campionati asiatici femminili di pallacanestro sono una manifestazione biennale tra le squadre nazionali organizzato dalla FIBA Asia.

## Squadre partecipanti
- Corea del Sud
- Cina
- Giappone
- Taiwan
- Sri Lanka
- Libano
- Thailandia
- Hong Kong
- India
- Macao
- Kazakistan
- Uzbekistan
- Malaysia

## Risultati

### Livello I
| Squadra       | Partite giocate | Vinte | Perse | Punti fatti | Punti subiti | Differenza | Punti |
| ------------- | --------------- | ----- | ----- | ----------- | ------------ | ---------- | ----- |
| Cina          | 4               | 4     | 0     | 428         | 280          | +148       | 8     |
| Corea del Sud | 4               | 2     | 2     | 324         | 307          | +17        | 6     |
| Giappone      | 4               | 2     | 2     | 323         | 299          | +24        | 6     |
| Taiwan        | 4               | 2     | 2     | 323         | 327          | -4         | 6     |
| Thailandia    | 4               | 0     | 4     | 257         | 442          | −185       | 4     |

### Livello II

#### Gruppo A
| Squadra  | G | V | P | PF  | PS  | DP   | P.ti |
| -------- | - | - | - | --- | --- | ---- | ---- |
| Malaysia | 3 | 3 | 0 | 225 | 151 | +74  | 6    |
| India    | 3 | 2 | 1 | 299 | 192 | +107 | 5    |
| Libano   | 3 | 1 | 2 | 248 | 187 | +61  | 4    |
| Macao    | 3 | 0 | 3 | 83  | 325 | −242 | 3    |

#### Gruppo B
| Squadra    | G | V | P | PF  | PS  | DP   | P.ti |
| ---------- | - | - | - | --- | --- | ---- | ---- |
| Kazakistan | 3 | 3 | 0 | 332 | 115 | +217 | 6    |
| Uzbekistan | 3 | 2 | 1 | 262 | 191 | +71  | 5    |
| Hong Kong  | 3 | 1 | 2 | 179 | 229 | -50  | 4    |
| Sri Lanka  | 3 | 0 | 3 | 114 | 352 | −238 | 3    |

## Fase finale

### Decimo-Tredicesimo posto

#### Finale 12º posto
|  | Finale          |                 |    |  |
|  |                 |                 |    |  |
|  | 10 ottobre 2001 | 10 ottobre 2001 | 92 |  |
|  | Macao           | Macao           | 72 |  |

#### Finale 10º posto
|  | Finale          |                 |    |  |
|  |                 |                 |    |  |
|  | 11 ottobre 2001 | 11 ottobre 2001 | 20 |  |
|  | Libano          | Libano          | 0  |  |

### Sesto-Nono posto
|  | Semifinali | Semifinali | Semifinali |            |            | Finale per il 6º posto | Finale per il 6º posto | Finale per il 6º posto |  |
|  |            |            |            |            |            |                        |                        |                        |  |
|  | Malaysia   | Malaysia   | 75         |            |            |                        |                        |                        |  |
|  | Malaysia   | Malaysia   | 75         |            |            |                        |                        |                        |  |
|  | Uzbekistan | Uzbekistan | 91         |            |            |                        |                        |                        |  |
|  | Uzbekistan | Uzbekistan | 91         |            | Kazakistan | Kazakistan             | 88                     |                        |  |
|  |            |            |            |            | Kazakistan | Kazakistan             | 88                     |                        |  |
|  |            |            | Uzbekistan | Uzbekistan | 54         |                        |                        |                        |  |
|  | Kazakistan | Kazakistan | Uzbekistan | Uzbekistan | 54         | 119                    |                        |                        |  |
|  | Kazakistan | Kazakistan |            |            |            | 119                    |                        |                        |  |
|  | India      | India      | 66         |            |            | Finale per l'8º posto  | Finale per l'8º posto  | Finale per l'8º posto  |  |
|  | India      | India      | 66         |            |            |                        |                        |                        |  |
|  |            |            |            |            |            |                        |                        |                        |  |
|  |            |            |            |            |            | India                  | India                  | 87                     |  |
|  |            |            |            |            |            | India                  | India                  | 87                     |  |
|  |            |            |            |            |            | Malaysia               | Malaysia               | 77                     |  |

### Primo-Quarto posto
|  | Semifinali    | Semifinali    | Semifinali |          |      | Finale          | Finale          | Finale          |  |
|  |               |               |            |          |      |                 |                 |                 |  |
|  | Taiwan        | Taiwan        | 68         |          |      |                 |                 |                 |  |
|  | Taiwan        | Taiwan        | 68         |          |      |                 |                 |                 |  |
|  | Cina          | Cina          | 94         |          |      |                 |                 |                 |  |
|  | Cina          | Cina          | 94         |          | Cina | Cina            | 105             |                 |  |
|  |               |               |            |          | Cina | Cina            | 105             |                 |  |
|  |               |               | Giappone   | Giappone | 76   |                 |                 |                 |  |
|  | Giappone      | Giappone      | Giappone   | Giappone | 76   | 93              |                 |                 |  |
|  | Giappone      | Giappone      |            |          |      | 93              |                 |                 |  |
|  | Corea del Sud | Corea del Sud | 76         |          |      | Finale 3º posto | Finale 3º posto | Finale 3º posto |  |
|  | Corea del Sud | Corea del Sud | 76         |          |      |                 |                 |                 |  |
|  |               |               |            |          |      |                 |                 |                 |  |
|  |               |               |            |          |      | Corea del Sud   | Corea del Sud   | 78              |  |
|  |               |               |            |          |      | Corea del Sud   | Corea del Sud   | 78              |  |
|  |               |               |            |          |      | Taiwan          | Taiwan          | 63              |  |

## Classifica finale
| Posizione | Squadra       | Vinte/Perse |
| --------- | ------------- | ----------- |
| Oro       | Cina          | 6-0         |
| Argento   | Giappone      | 3-3         |
| Bronzo    | Corea del Sud | 3-3         |
| 4         | Taiwan        | 2-4         |
| 5         | Thailandia    | 0-4         |
| 6         | Kazakistan    | 5-0         |
| 7         | Uzbekistan    | 3-2         |
| 8         | India         | 3-2         |
| 9         | Malaysia      | 3-2         |
| 10        | Hong Kong     | 2-2         |
| 11        | Sri Lanka     | 1-3         |
| 12        | Macao         | 0-4         |
| 13        | Libano        | 1-3         |

## Campione d'Asia
| Campione d'Asia | Campione d'Asia | Campione d'Asia | Campione d'Asia |
| --------------- | --------------- | --------------- | --------------- |
| Cina            |                 |                 |                 |